# Barbula uncinicoma
Barbula uncinicoma är en bladmossart som beskrevs av C. Müller 1879. Barbula uncinicoma ingår i släktet neonmossor, och familjen Pottiaceae. Inga underarter finns listade i Catalogue of Life.